# Fallowfield
Fallowfield är en stadsdel i Manchester i distriktet City of Manchester i grevskapet Greater Manchester, England, Storbritannien.
Närmaste större samhälle är Manchester, 4,8 km norr om Fallowfield. 